# Декларация Японии об объявлении войны США и Британской империи (1941)

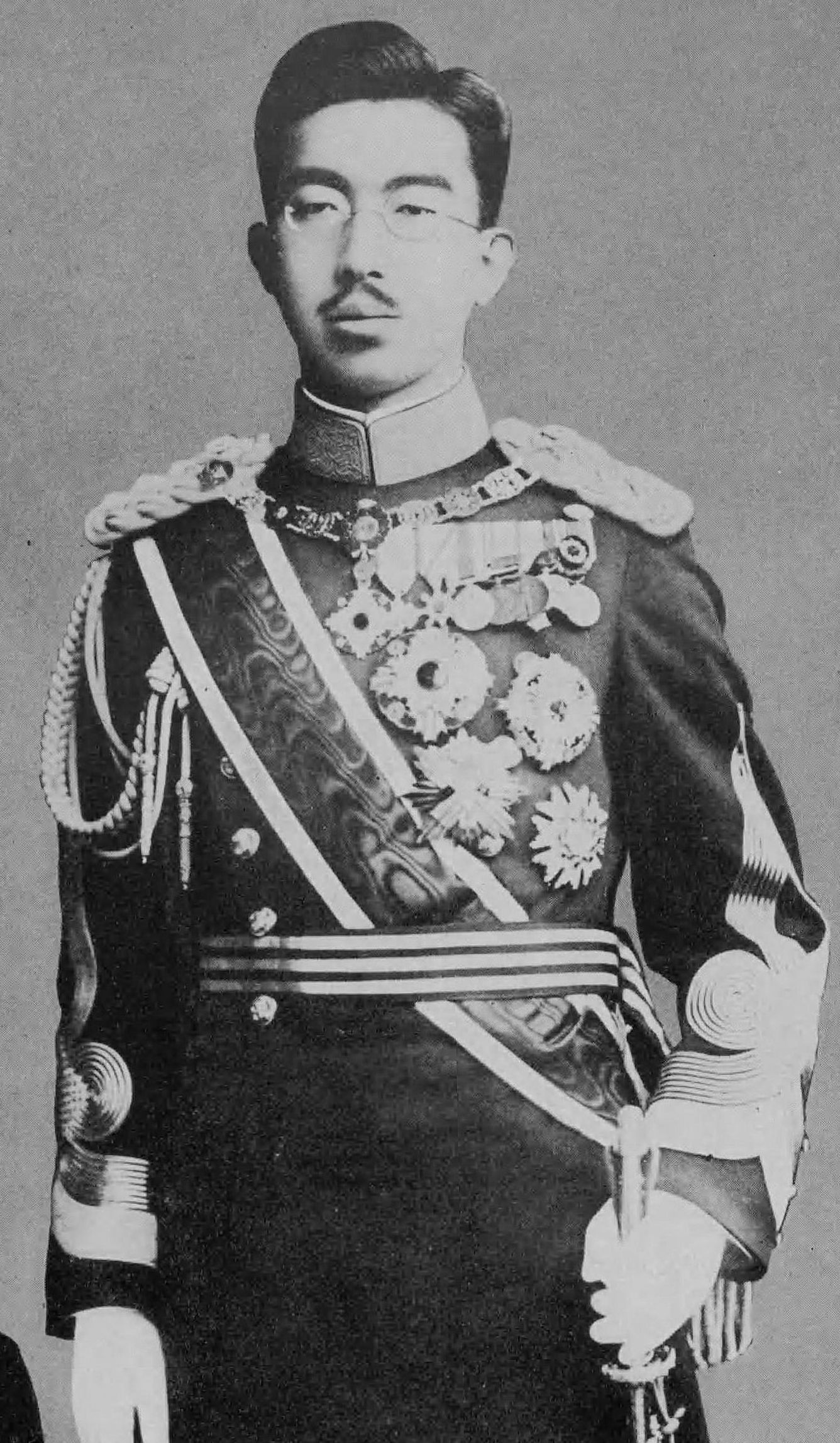
Император Японии Хирохито

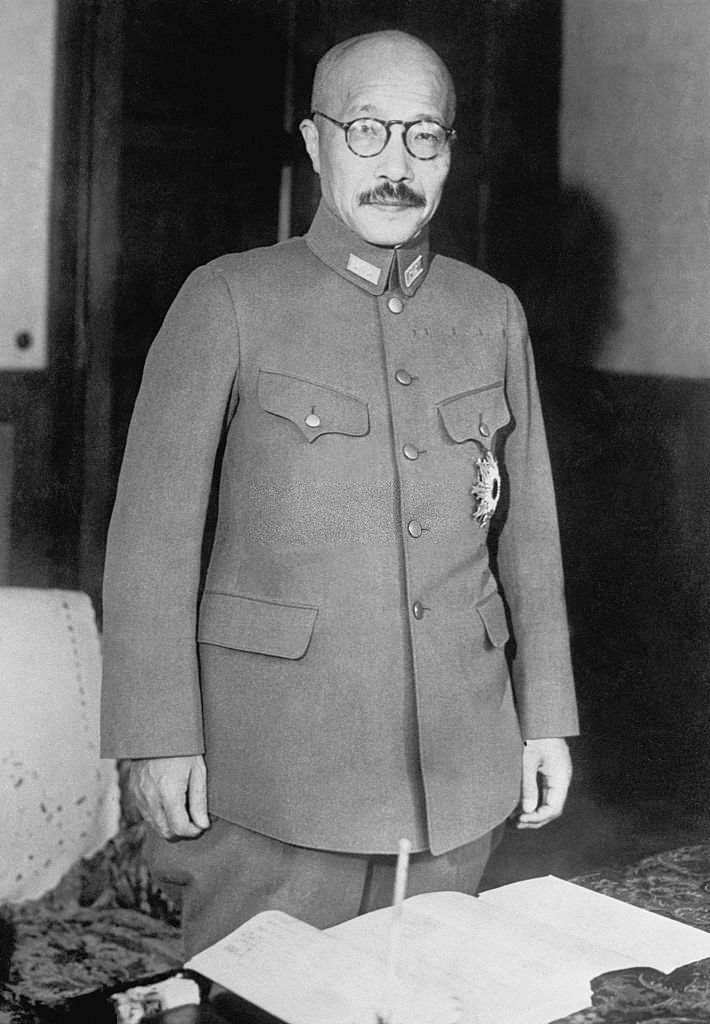
Премьер-министр Японии, Хидэки Тодзё

Японская империя заявила о наличии состояния войны с Соединёнными Штатами Америки и Британской империей 8 декабря 1941 года, 7,5 часов спустя после того, как японские войска атаковали военно-морскую базу ВМС США Пёрл-Харбор и начали всестороннее наступление на британские колонии и владения в Индокитае, Гонконге и в других частях Тихоокеанского региона. Заявление об объявлении войны было опубликовано на первых полосах вечерних выпусков всех японских газет 8 декабря. Этот документ впоследствии многократно перепечатывался восьмого числа каждого месяца на протяжении всей войны (вплоть до капитуляции Японии в 1945 году), чтобы подтвердить решимость страны на военное разрешение конфликта.

## Текст документа
Заявление об объявлении войны, отмеченное во всех изданиях прессы жирным шрифтом, было сделано от имени Императора Японии:
ИМПЕРСКИЙ МАНУСКРИПТ

Мы, по милости Неба, Император Японии, восседая на престоле линии династии, непрерывной целую вечность, призываем вас, Наши верные и храбрые подданные:

Настоящим мы объявляем войну Соединенным Штатам Америки и Британской империи. Люди и офицеры нашей армии и флота сделают все возможное для ведения войны. Наши государственные служащие различных ведомств должны честно и добросовестно выполнять свои обязанности; вся нация с объединённой волей должна мобилизовать всю свою силу, чтобы ничто не дало сбой в достижении целей Нашей войны.

Обеспечение стабильности в Восточной Азии и содействие воззиданию мирной жизни во всем мире — это дальновидная политика, которая была сформулирована нашим Великим Прославленным Имперским Внуком и нашим Великим Имперским Потомком, сменившим Его, и которую мы постоянно приходим к сердцу. Воспитание дружбы между народами и достижение общего процветания со всеми народами всегда было руководящим принципом внешней политики нашей империи. Это было действительно неизбежно и далеко от наших желаний, чтобы наша империя была скрещена с Америкой и Великобританией. Прошло более четырёх лет с тех пор, как Китай, не сумев понять истинные намерения нашей империи и безрассудно преследуя неприятности, нарушил мир в Восточной Азии и заставил нашу империю взяться за оружие. И хотя там было восстановлено национальное правительство Китая, с которым Япония достигла добрососедских отношений и установила сотрудничество, режим, сохранившийся в Чунцине, в надежде получить защиту с подачи Соединенных Штатов Америки и Великобритании продолжает братоубийственное сопротивление. Страстно желая осуществления своего неумеренного стремления к доминированию на Востоке, Соединенные Штаты Америки и Великобритания, предоставляя помощь чунцинскому режиму, усугубляют хаос в Восточной Азии. Более того, эти две державы, подстрекая другие страны следовать им, чтобы бросить вызов нам, усилили свои военные приготовления со всех сторон нашей Империи. Всеми возможными санкциями они препятствовали нашей мирной торговле и, в конце концов, прибегли к прямому нарушению торговых отношений, создав серьёзную угрозу самому существованию нашей Империи. Мы терпеливо ждали и долго терпели в надежде, что Наше правительство сможет выйти из этого положения миром. Но Наши противники, не проявляя ни малейшего духа примирения, необоснованно затягивали урегулирование конфликта; а параллельно они усилили экономическое и политическое давление, чтобы заставить нашу Империю подчиниться их диктату. Такую тенденцию, если её не остановить, не только сведёт на нет многолетние усилия нашей Империи во имя всеобщего блага и стабильности в Восточной Азии, но и ставит под угрозу само существование нашей нации. В такой ситуации наша Империя для своего существования и самообороны не имеет другого выхода, кроме как прибегнуть к оружию и сокрушить все препятствия на своём пути.

Благословенные Духи наших Имперских Предков, охраняющие Нас сверху, Мы полагаемся на верность и мужество Наших подданных в Нашем уверенном ожидании того, что задача, которую завещают Наши предки, будет продолжена и что источники зла будут быстро уничтожены и устойчивы в Восточной Азии установился мир.

В знак удостоверения этого, мы приложили руку и заставили поставить Великую печать Империи в Императорском дворце, Токио, в этот седьмой день 12-го месяца 15-го года Сёва, соответствующего 2602 году с момента вступления на престол императора Дзимму.

## Исторический контекст
В этом документе было сделано заявление о наличии состояния войны с Соединенными Штатами Америки и Британской Империи, в котором были описаны предполагаемые подрывные действия против внешней политики Японской империи. В нём говорилось, что правительство Японии на уровне дипломатии исчерпало все возможности предотвратить войну. Япония вторглась в большую часть Восточной Азии, чтобы создать то, что они назвали «сферой совместного процветания Великой Восточной Азии», которая теперь в значительной степени рассматривается как предлог для империализма. В августе 1941 года США ввели санкции на поставку нефти в Японию, чтобы прекратить содействие их агрессии в Азии и сдержать действия Японии, такие как военные преступления в Нанкине. Также были введены санкции на поставку стали. Япония расценила эти действия как акт вражды и провокации, и ответила на него атакой на Пёрл-Харбор и объявлением войны США и Британской империи.